# 1993 FR3
1993 FR3 är en asteroid i huvudbältet som upptäcktes den 21 mars 1993 av den amerikanska astronomen Eleanor F. Helin vid Palomarobservatoriet.
Den tillhör asteroidgruppen Vesta.